# Tjärby och Daggarp
Tjärby och Daggarp är en av SCB avgränsad och namnsatt småort i Laholms kommun, Hallands län. Den omfattar bebyggelse i de två sammanväxta byarna, Tjärby och Daggarp, belägna i Tjärby socken